# 腐蝕性物質

腐蝕性化學品標誌

腐蝕性物质，又称腐蚀品，是指那些在接觸時會破壞其他物質的化學品的特質。不同的腐蝕品可以腐蝕不同的物料，如金屬及有機物等，但人們多關注於其對生物組織的傷害。

## 化學術語
“腐蝕”的英文名詞來源於拉丁文中的動詞，意指“侵蝕”或“啃咬”，形象化了這些化學物如何在皮肉裡向前推進。在英語上，有時一字會用以代替，雖然兩者均有“具腐蝕性”的意思，但前者多用於形容鹼性物而不是酸或其他非鹼性腐蝕品。另外，“酸”一字也經常泛指所有具有腐蝕性的物品。
腐蝕品是指所有會對其他物料造成破壞的物品，不一定只是肉體：金屬、木頭、紙張、岩石、玻璃等都可以是被腐蝕的對象。
腐蝕性不同於毒性。腐蝕品一般在接觸後會造成及時性的傷害，而毒性化學品則會造成系統性的毒害並在一段時間後方會顯出其傷害。大眾很多時會將這兩者混為一談，但它們在理論上是不同的概念。不過，腐蝕品與有毒物不一定是相違背的，某些化學物質既是腐蝕品也是毒性物。
在NFPA 704裡，有些廠商會在特殊危害性（白色）的區域內填入COR，意思就是指具有腐蝕性的物質，可再進一類分成強酸（ACID）、強鹼（ALK）。

## 危害
大多被人們歸為腐蚀性物质的危險品都會對生物組織造成破壞。這些物品包括強酸強鹼及高濃度的弱酸弱鹼等。它們有些是固體，有些則是液體，另也有些會揮發成氣體。
腐蝕品主要是透過酸鹼水解反應破壞生物組織（如皮膚、肌肉及視網膜）。蛋白質（由酰胺化學鍵相連）會被酰胺水解反應分解，而脂肪（大多由酯鍵相連）則會被酯水解反應分拆。這會造成化學性燒傷，也是主要的化學腐蝕原理，大多數的酸鹼就是透過這兩種化學反應破壞皮肉。
不過，某些腐蝕品是或還可以透過其他的化學特性造成肉體損傷。例如，高濃度的硫酸還具有強烈脫水性，能抽走生命體裡碳水化合物的水分子並釋出大量熱能，除了造成化學燒傷外，還會造成二級火焰性灼傷。另也有一些化學品，如硝酸及濃硫酸，具有強氧化性，除了會對金屬造成很大破壞外，同樣也會加深對肉體的腐蝕。氫氟酸的腐蝕性主要來自於氟離子而不是一般酸溶液的氫離子，它不會造成很明顯的及時性損傷，但會被吸收並對身體造成慢性破壞。氯化锌因锌離子會分拆羟基而腐蝕細胞 纖維素。
除此，一些酸在遇到空氣後會釋出酸性氣體，這些氣體同樣會刺激呼吸道造成損傷。例子包括鹽酸及硝酸。
再者，若不慎入眼，這些腐蝕品也有機會在很短時間裡對視網膜造成極大損害而致盲；若不慎誤服，它們也可能對消化道造成不可逆的破壞，甚至致命。

## 常見的腐蝕品
- 酸

腐蝕性物質屬第八類危險品

  - 強酸：包括硫酸（H2SO4）、硝酸（HNO3）和氫氯酸 (HCl)
  - 濃度高的弱酸，如乙酸
  - 具有特殊化學性質的路易斯酸溶液，如氯化鋅
- 鹽基
  - 強鹼：包括氫氧化鈉（NaOH）和氫氧化鉀（KOH）
  - 以金屬狀態存在的鹼金屬（如鈉）
  - 鹼金屬和鹼土金屬的氫化物
  - 濃度高的弱鹼，如氨
- 脫水劑，包括高濃度硫酸、五氧化二磷、氧化鈣、氯化鋅（非溶液），以及鹼金屬元素
- 強氧化劑，包括過氧化氫、硝酸，以及濃硫酸。
- 親電的鹵素單質如氟、氯、溴及碘（鹵化物的離子並非腐蝕性），以及親電的鹽如次氯酸鈉。
- 有機的鹵化物或有機酸的鹵化物，如乙酰氯及氯甲酸芐酯（英语：Benzyl chloroformate）
- 酸酐
- 烷基化劑，如硫酸二甲酯
- 部份有機化合物，如苯酚